# Aurea (Sängerin)
Aurea (* 7. September 1987 in Santiago do Cacém) ist eine portugiesische Soul-/Pop-Sängerin und Songwriterin.

## Leben
Nachdem sie Schauspielerin werden wollte, entschied sie sich für eine Karriere als Sängerin. Ihr 2010 erschienenes Album Aurea erreichte Doppel-Platin-Status und blieb über 70 Wochen in den Charts. Auch das folgende Live-Album erreichte die Charts, und eine Reihe Singles ebenso, allen voran die Single Busy (for me), die 44 Wochen lang in der Hitparade geführt wurde und bis auf Platz eins kam. Sie sang vor ausverkauftem Haus u. a. im Centro Cultural de Belém, im Casino Estoril, und im Cinema São Jorge.
2010 sang sie, von moderner Studiotechnik ermöglicht, mit Elvis Presley Love Me Tender im Duett, auf dem, im Rahmen des Viva Elvis-Projektes des Cirque du Soleil produzierten Album. Auch mit dem ungarischen Sänger Nikolas Takács nahm sie ein Duett auf (Where is the love), während ihr Album in Ungarn 2010 ebenfalls veröffentlicht wurde, und sie dort auch mehrmals live auftrat.
2011 wurde sie als Bester Einzelinterpret mit dem Globo de Ouro ausgezeichnet.
Aurea wurde im November 2012 bei den in Frankfurt am Main stattfindenden MTV Europe Music Awards 2012 als Best portuguese act ausgezeichnet. Auch 2011 hatte sie die Auszeichnung gewonnen.
Einem breiten Publikum quer durch alle Altersschichten wurde sie in Portugal bekannt, seitdem sie 2016 als Jurorin in der populären portugiesischen Version von The Voice auftrat.

## Musikalischer Stil
Aureas Songs waren anfangs im Stil des Soul-Pops der 1960er Jahre gehalten, in einer zeitgemäßen Spielart, ähnlich derer, die durch den Erfolg von Sängerinnen wie Amy Winehouse, Duffy oder Adele populär wurden. Danach wurde ihr Sound sehr viel breiter.

## Diskografie

### Alben
- 2010: Aurea
- 2011: Ao Vivo No Coliseu Dos Recreios (CD+DVD)
- 2012: Soul Notes
- 2016: Restart
- 2018: Confessions
- 2023: Moods

### Singles
- 2010: Busy (For Me)
- 2008: Okay Alright
- 2011: Dream a Little Dream of Me
- 2012: Scratch My Back
- 2013: Nothing Left to Say
- 2013: The Star
- 2014: Wonder Why
- 2016: I Didn’t Mean It
- 2016: A Impostora
- 2017: I Feel Love Inside
- 2018: Done With You
- 2018: Thrill Seeker
- 2018: Hide
- 2018: Head Over Heels
- 2021: Frágil
- 2022: Recomeço
- 2022: Volta